# Паращина
Пара́щина — село в Україні, в Обухівському районі Київської області. Населення становить 25 осіб.